# Општина Жабаљ
Општина Жабаљ је једна од општина у Републици Србији. Налази се у АП Војводина и спада у Јужнобачки округ. По подацима из 2004. општина заузима површину од 400 km² (од чега на пољопривредну површину отпада 35895 ha, а на шумску 274 ha).
Седиште општине је Жабаљ. Општина Жабаљ се састоји од 4 насеља: Жабаљ, Чуруг, Ђурђево и Госпођинци. Према подацима са последњег пописа 2022. године у општини је живело 23.853 становника (према попису из 2011. било је 26.134 становника).	 У општини се налазе 4 основне и 1 средња школа.

## Демографија
| Етнички састав према попису из 2011.‍ | Етнички састав према попису из 2011.‍ | Етнички састав према попису из 2011.‍ | Етнички састав према попису из 2011.‍ | Етнички састав према попису из 2011.‍ |
| ------------------------------------ | ------------------------------------ | ------------------------------------ | ------------------------------------ | ------------------------------------ |
|                                      |                                      |                                      |                                      |                                      |
| Срби                                 | Срби                                 |                                      | 22.134                               | 84,69%                               |
| Роми                                 | Роми                                 |                                      | 1.301                                | 4,98%                                |
| Русини                               | Русини                               |                                      | 1.198                                | 4,58%                                |
| остали                               | остали                               |                                      | 1.070                                | 4,09%                                |
| неизјашњени                          | неизјашњени                          |                                      | 431                                  | 1,65%                                |
| укупно: 26.134                       |                                      |                                      |                                      |                                      |

## Познате личности
- Јаша Баков
- Каменко Катић
- Петар Коњовић
- Лазар Пачу
- Радивој Ћирпанов